# Rudolf von Bünow
Rudolf von Bünow, född 1651 i Svenska Pommern, död 4 juli 1709, var en svensk militär.

## Biografi
Rudolf von Bünow blev musketerare vid Kungl Maj:ts livgarde till häst och fot 1671, fänrik vid Harens infanteriregemente 1673 och löjtnant där 1675. Han deltog i slaget vid Fehrbellin 1675. År 1677 blev han kaptenlöjtnant vid Wulffens regemente och 1678 ryttmästare vid greve Gustaf Carlssons regemente samt senare samma år kapten vid Douglas dragonregemente. Från 1680 tjänstgjorde han vid artilleriet i Viborg och 1694 blev han major vid artilleriet i Riga. Från 1697 tjänstgjorde han vid artilleriet i Stettin, där han befordrades till överstelöjtnant och 1706 till överste. Han var chef för Artilleriregementet från 1706 till sin död. Han deltog i slaget vid Poltava den 28 juni 1709 och togs tillfånga den 1 juli i samband med kapitulationen vid Perevolotjna. Han avled redan den 4 juli under marsch.
Rudolf von Bünow var gift med Eva Juliana Adamkowitz, dotter till överstelöjtnanten Otto Herman Adamkowitz och Eleonora von Rudenburg.